# 6825 Irvine
6825 Irvine (1988 TJ2) là một tiểu hành tinh vành đai chính được phát hiện ngày 4 tháng 10 năm 1988 bởi A. Mrkos ở Klet.